# Одеяла навахо

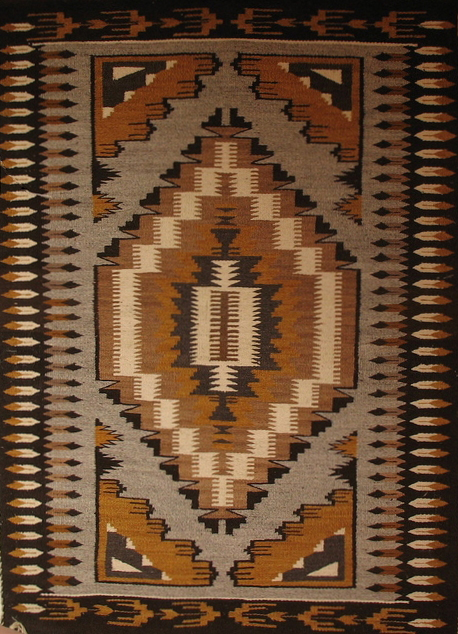
Современный ковер ткачей навахо

Половики и одеяла навахо — это одеяла из ткани, произведенные индейцами племён навахо, обитающими в регионе, который известен как «Четыре угла». Эти одеяла высоко ценятся и являются предметами торговли уже более 150 лет. Коммерческое производство домотканых одеял и ковров было важным элементом экономики индейцев этого племени. В некоторые исторические периоды данный народный промысел был единственным источником дохода для индейцев.
Одеяла были изначально утилитарными, то есть никакой религиозной или эстетической функции не несли. Их использовали в качестве накидки, платья, попоны и подобных целей. К концу XIX века ткачи начали делать ковры для туристов и экспорта. Традиционные изделия имеют стильные, своеобразные геометрические узоры.

## Цель
Основной функцией ткачей у навахо было производство одежды; производство именно одеял и красивых ковров расцвело после середины 1800-х годов, оно было нужно для торговли с белыми поселенцами.

## История

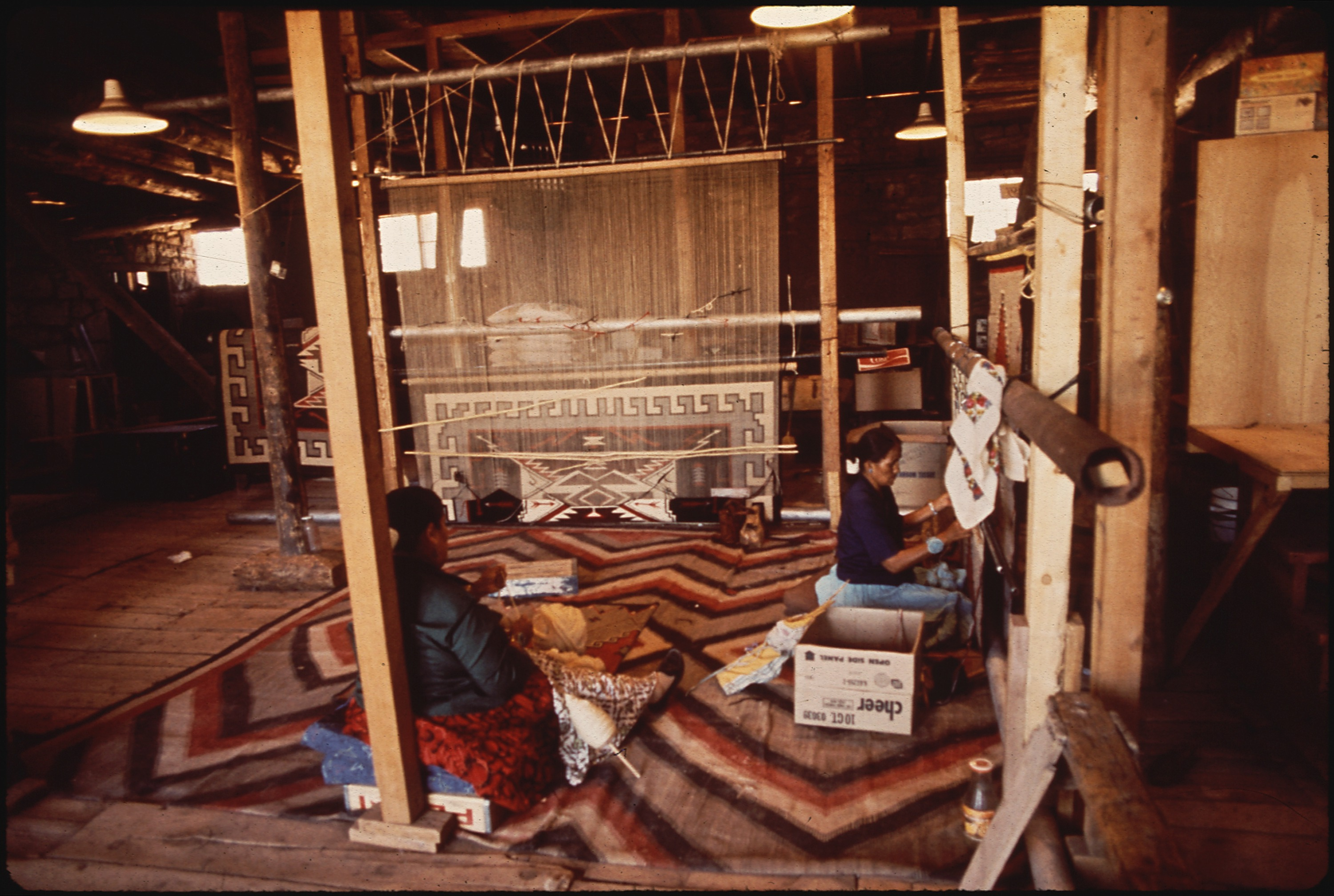
Ткачи навахо за работой, 1972 год.

### Влияние пуэбло
Навахо научились плести ковры, заимствуя опыт племён Пуэбло — развитого индейского народа, который достиг значительных успехов в строительстве, керамике и торговле, когда они переехали в «Четыре угла» (примерно в 1000 году нашей эры). Некоторые эксперты утверждают, что навахо не были ткачами до конца 17 века. Пуэбло и навахо были, как правило, не дружны из-за частых набегов на поселения навахо. Но многие из индейцев пуэбло нашли убежище у навахо в конце 17 века, чтобы уклониться от конкистадоров после Восстания Пуэбло. Этот социальный обмен и культурный обмен вероятно способствовал образованию уникального стиля у индейцев навахо. Испанские отчеты показывают, что навахо стали пасти овец и ткать шерстяные одеяла в период активного перемещения индейцев пуэбло.

### Ранние записи

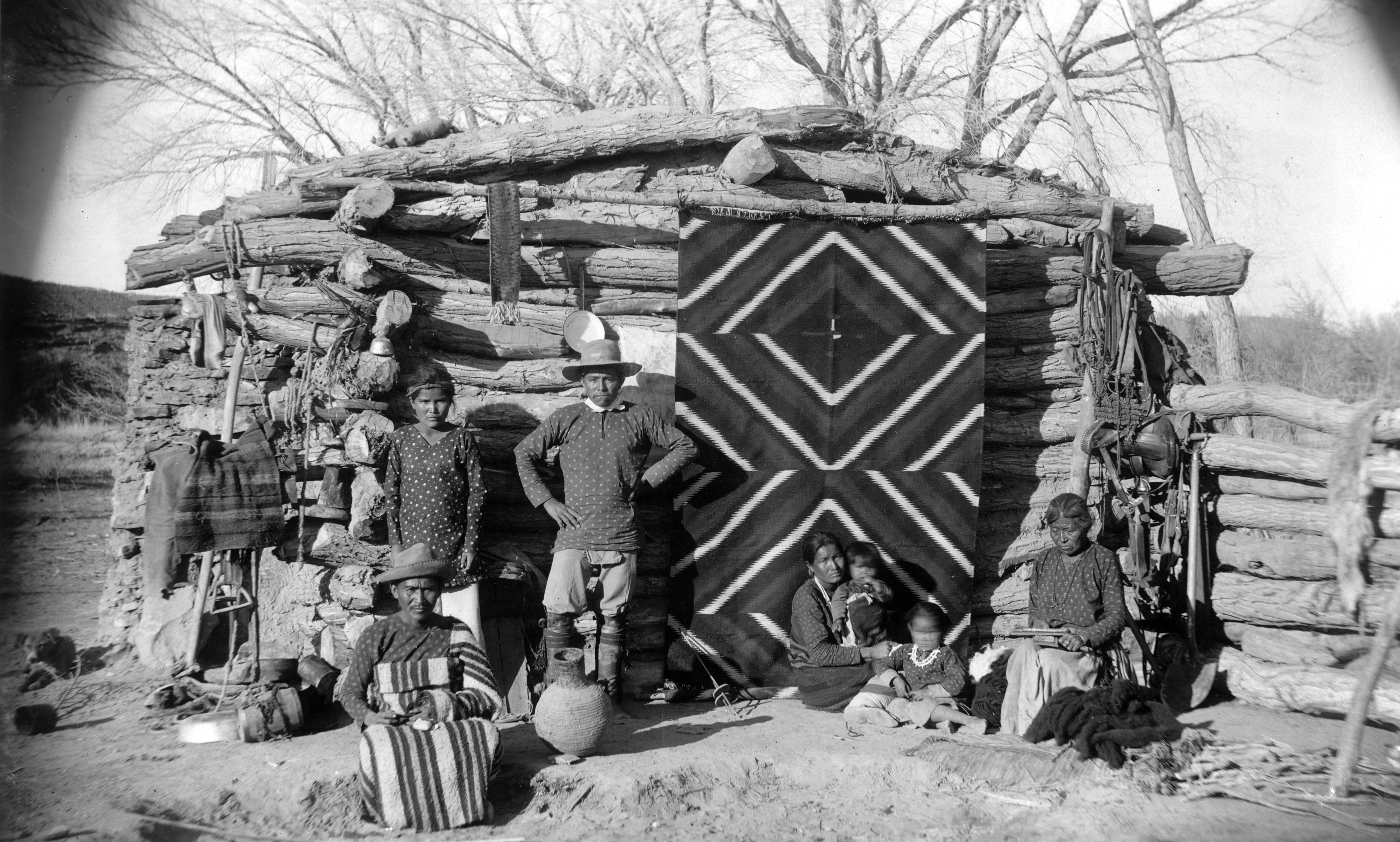
Зимой навахо Хоган с одеяло используется в качестве двери, 1880—1910

Письменные отчеты, позволяющие установить старт ткачества, восходят к испанской колониальной администрации в начале 18-го века. В 1812 году Педро Пеньо назвал навахо лучшими ткачами в провинции. В 1804 году, группа навахо была расстреляна и убита там, где они искали убежище от испанских солдат — Каньон-де-Шей. За сто лет пещера, в которой пытались спрятаться навахо, осталась нетронутой из-за табу, пока местный торговец по имени Сэм не вошел в него и забрал одеяла и накидки. Он разделил коллекцию и продал её в различные музеи.

### Расширение коммерции

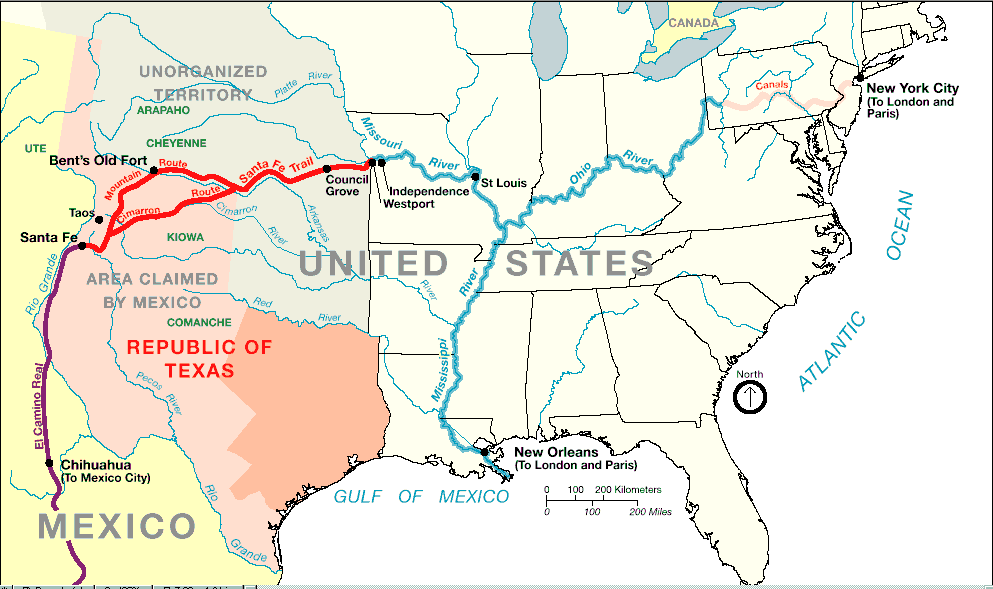
Карта маршрута Санта-Фе в 1845 году

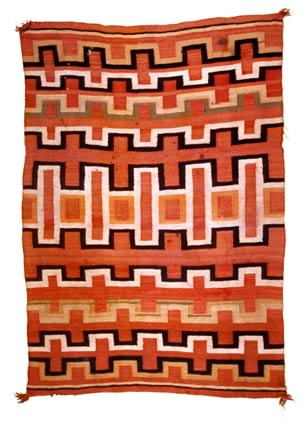
Переходное одеяло, сотканное около 1880—1885

Коммерция расширилась после освоения маршрута Санта-Фе, открытого в 1822 году. В 1850 году эти высокоценные предметы торговли продаются за $50 в золоте, значительная сумма в то время, если сравнить те товары, которые можно было купить на 50 долларов между 1850—1855 годами в США. 453 грамма кофе стоили 20 центов.
Железнодорожные сети на землях Навахо стали развиваться в начале 1880-х годов и привели к значительному расширению рынка для ковров. По словам Кэти М’Клокки из Университета Виндзор в Онтарио (Канада), "шерстяное производство более чем удвоилось в период между 1890 и 1910 годами. Отчёты федерального правительства подтверждают, что плетение ковров было выполнено почти всегда женщинами. Данное занятие было самым прибыльным для индейцев в ту эпоху. Качество снизилось в некоторых отношениях, когда ткачи пытались угнаться за резко возрастающим спросом. Однако, в современном мире средняя цена одного ковра составляет около $800.
Торгующие и распространяющие бренд одеяла навахо призвали местных жителей ткать одеяла и половики в различных стилях.

### Современное состояние
Большое число индейцев навахо продолжает плести ковры для продажи. Современные ткачи учатся ремеслу у колледжа, в отличие от прошлых периодов, когда обучение шло внутри семей. Для некоторых людей сейчас, как и в 19 веке, это единственный источник дохода.

## Технология изготовления

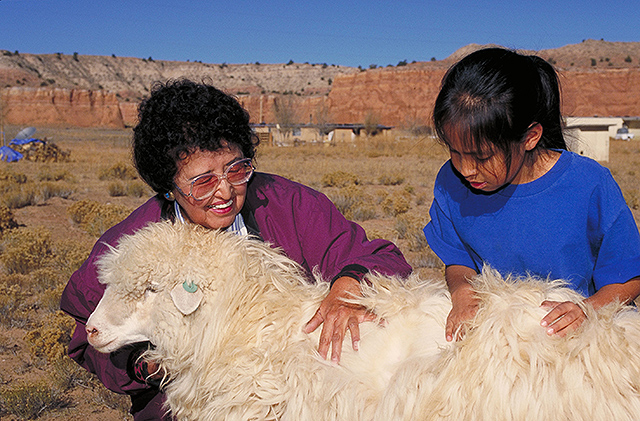

### Шерсть и пряжа
В конце 17 века навахо приобрели породы испанских шерстяных овец и впоследствии вывели свою уникальную породу — Навахо Чуррос. Эти овцы хорошо приспособлены к климату в землях навахо. В 1869 был заключен мирный договор, что позволило навахо вернуться на свои исконные земли и они получили компенсацию в $30,000. Данная сумма и постоянное место жительства позволили приобрести 14,000 овец и 1,000 коз.
В середине 19-го века у ковров и половиков навахо часто используются три слоя пряжи под названием Саксония, которая относится к высококачественному товару, окрашенному натуральными красителями. 

### Окраска

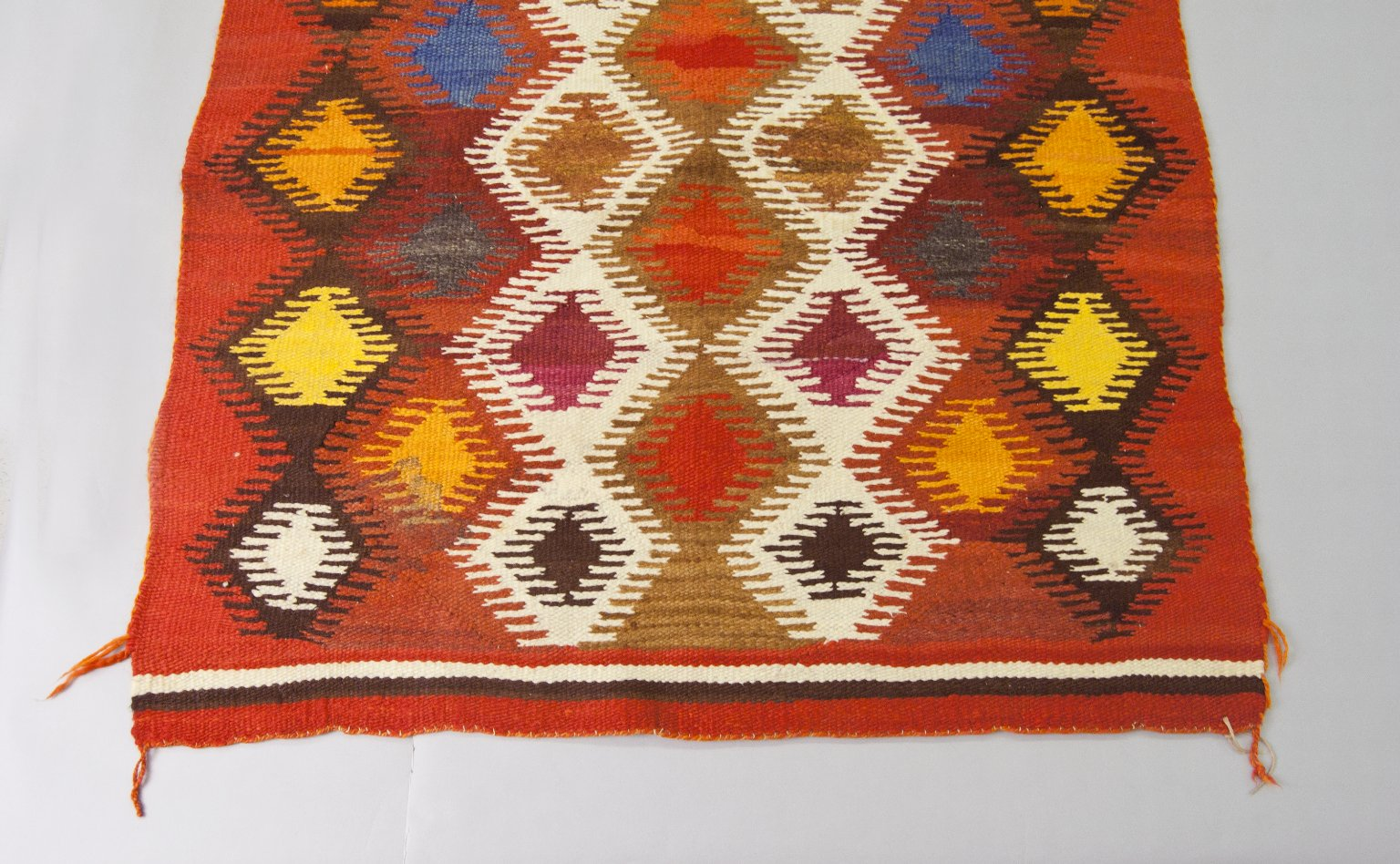
Середина 19-го или начала 20-го века, Бруклинский музей

До середины 19-го века навахо окрашивали одеяла в основном в естественный коричневый, белый цвета и индиго. Индиговый краситель получали импортом. К середине века палитра была расширена, были включены красный, чёрный, зелёный, жёлтый, и серый, которые символизируют различные аспекты окружающего мира, как определено в разных местах проживания. После того, как производство ковров наладилось в начале 1880-х годов, анилиновые красители стали доступны в ярких оттенках — красный, оранжевый, зелёный, фиолетовый и жёлтый.

### Плетение

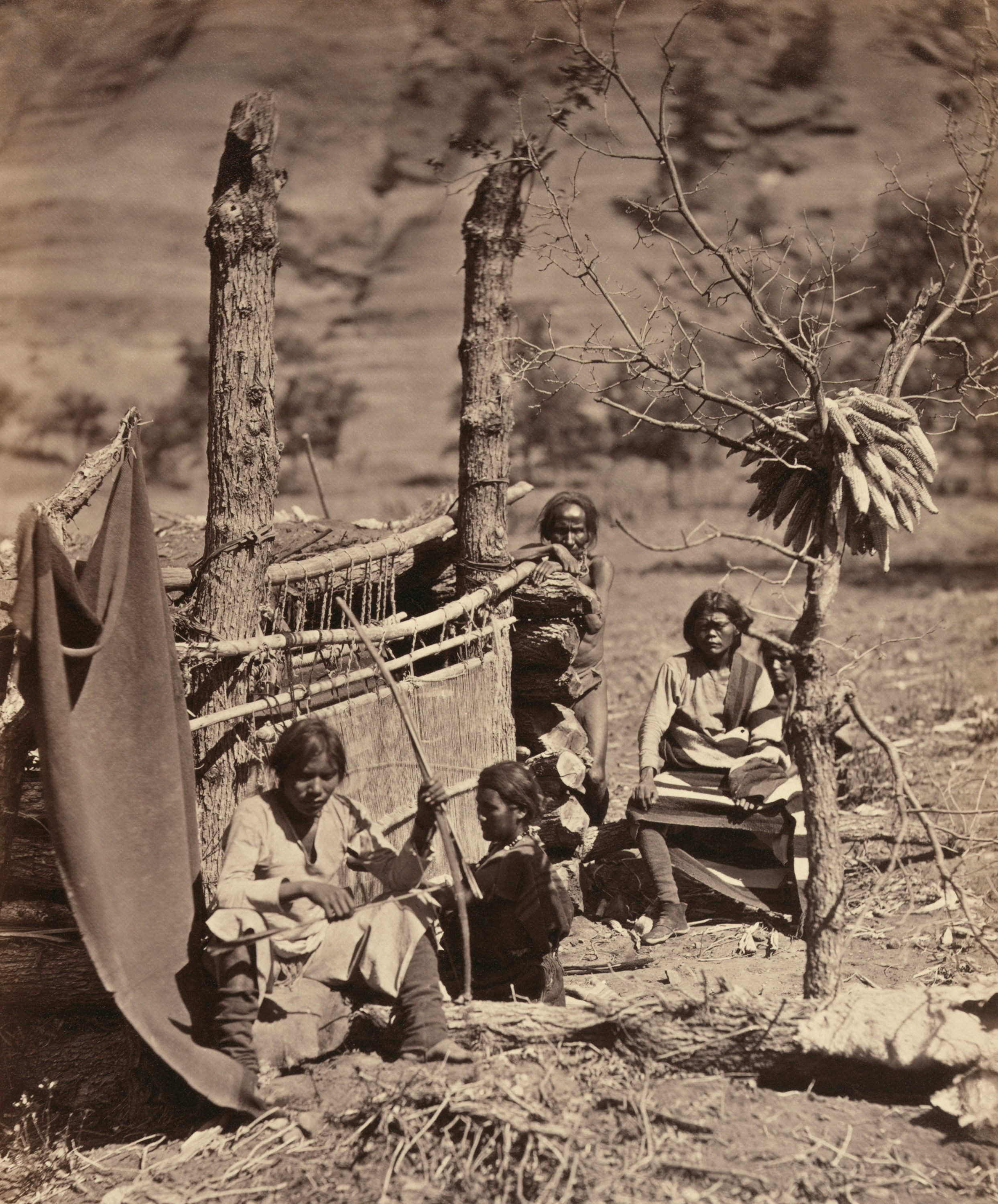
Семья навахо у ткацкого станка. Нью-Мексико. Альбуминовая печать фотографии, 1873 год.

Навахо использовали вертикальные станки без движущихся частей. Ремесленник сидит на полу во время плетения. Среднее время работы над вещью составляет от 2 месяцев до нескольких лет. Размер в значительной степени определяет количество времени, затраченного на ковер.

## Культурные аспекты
Плетение, орнамент, подбор цветов в коврах и накидках в данное время сохраняет определённую часть космологических воззрений навахо. Изображения на коврах так или иначе символизируют легенды и мифы о сотворении мира. Однако использование традиционных мотивов при окраске ковров и одеял иногда приводит к ошибочному пониманию, что эти ткани служат для религиозных целей. На самом деле эти предметы не используются в качестве молитвенных ковриков или каких-либо других обрядовых вещей. Ковры и вообще плетёные вещи у навахо не являются аналогами икон у христиан или фигурок богов у индусов.

## Критическое исследование

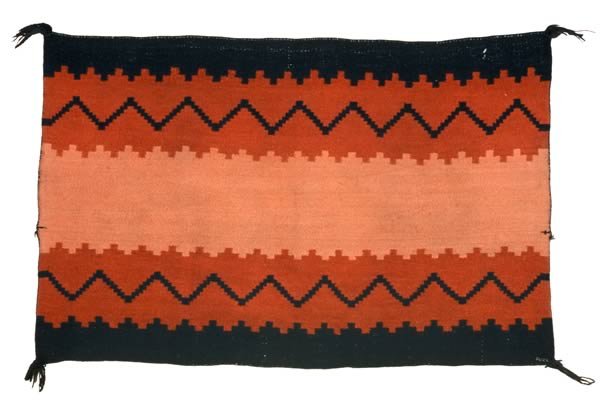

Ряд исследований ковров, как исторических вещей вёлся не с учётом их качества изготовления, а лишь с учётом их древности относительно новых вещей. Из за этого ряд старых ковров и одеял на деле представляет собой низкокачественные изделия, и не отличаются высоким уровнем мастерства, но возраст позволяет держать на них высокую цену.